# Павлів Назарій Орестович
Наза́рій Оре́стович Па́влів (*14 травня 1984, Івано-Франківськ) — український богатир (стронґмен), багаторазовий рекордсмен України, його силові досягнення з перетягування різноманітних великотоннажних транспортних засобів занесені до Книги рекордів України, чемпіон України з штовхання ядра (серед юніорів).

## Біографія
Народився 14.05.1984 року у Івано-Франківську.
З 1-го по 9-ий клас навчався в ЗОШ № 10, а із 10-го по 11-ий клас в ЗОШ № 18.
1999 рік — із 14 років почав займатися штовханням ядра (підвид легкої атлетики).
З того часу весь свій вільний час приділяв заняттю спортом.
2001–2006 роки — навчався на денній формі в Івано-Франківському Прикарпатському національному університеті ім. Василя Стефаника на економічному факультеті (спеціальність «Фінанси і кредит»).
2010 рік — методом кастингу відібрався в команду Івано-Франківська де захищав честь міста в Аргентині у телепроєкті каналу ІНТЕР «Битва українських міст» (всесвітньовідома версія «WIPEOUT»).
Також у 2010 році брав участь і став фіналістом та бронзовим призером (в команді) в спорт-шоу «НАРОДНИЙ БОГАТИР», що знімався телеканалом Тоніс.
2011 рік — брав участь в одній з серій телепередачі «Майстер Шеф» на телеканалі СТБ де богатирі оцінювали приготовлені страви кухарів.
2012 рік — демонстрував свої силові здібності на телешоу «Україна має талант» каналу СТБ, де також вражав країну своїми силовими можливостями. На телепередачі встановив два силові рекорди України.
Є ведучим програми «Спортивна Галичина» на обласному Івано-Франківському телебаченні.
У грудні 2012 року обраний головою Івано-Франківської обласної федерації «СТРОНГМЕНУ».
Із вересня 2014 року призначений заступником начальника управління молоді і спорту Івано-Франківської обласної державної адміністрації.

## Рекорди
Перший рекорд було зафіксовано 25 вересня 2010 року на Івано-Франківському аеродромі де разом з колегою протягнув 15-тонний військовий винищувач МіГ-29 на 35 метрів за 1хв 21с.

16 липня 2011 року у смт. Вигода Долинського р-ну Івано-Франківської обл. протягнув поїзд Карпатський трамвай (тепловоз і 3 вагони) з пасажирами загальною вагою 45 тонн на 12м 87см за 1хв 1с.
7 жовтня 2011 року на території Івано-Франківського ОБЛАВТОДОРУ перетягував різноманітну вантажну спецтехніку. Найважчим що вдалося знайти був асфальтоукладач (18,8тонн), який заїхав на тягач-платформу «МАЗ» (22,3тонни) де загальна маса склала 41,1 тонни, яку він протягнув на 8м 67см за 49,56с.
16 жовтня 2011 року у Львові протягнув 11 позашляховиків у зв'язці загальною вагою 25 тонн на 25 метрів за 45с.
28 серпня 2011 року підіймається на найвищу точку України г.Говерла (2061м) і там штовхає ядро. За таке досягнення також потрапляє до Книги рекордів України, так як олімпійський снаряд (7 кг ядро) на найвищій точці України штовхали вперше.
березень 2012 року на телешоу каналу СТБ «Україна має талант»  — протягнув 2 автобуси «Еталон» у зв'язці з пасажирами загальною вагою близько 21 тонни на відстань 10м за 40с
12 травня 2012 року у прямому ефірі телепередачі каналу СТБ «Україна має талант» встановив ще один рекорд України — протягнув 3 БТРи у зв'язці загальною вагою 25 тонн 250кг на 2м67см за 1хв13с
16 вересня 2012 року у смт.Брошнів-Осада Рожнятівського р-ну Івано-Франківської обл. встановив ще 2 рекорди України:

надув до повного розривання 7 гумових грілок за 1хв43с

протягнув 24-тонний лісовоз «УРАЛ» завантажений лісом на 7м за 53с

12 березня 2013 року у Івано-Франківську зумів підняти із землі одним пальцем (мізинцем) та вижати догори 21 раз гирю вагою 32 кг, затративши на це 1хв 6с
20 травня 2013 року у Івано-Франківську протягнув 3 тролейбуси ElectroLAZ-12 у зв'язці, загальною вагою 33тонни 600кг на відстань 7м 50см за 39с.

29 вересня 2013 року у Івано-Франківську протягнув 3 пожежні автомобілі ЗІЛ-130 у зв'язці (наповнені водою), загальною вагою 28 тонн 800 кг на 3м 16см за 48,74c
6 липня 2014 року у с.Дубівці Галицького р-ну Івано-Франківської обл. зумів протягнути два автомобілі «БЕЛАЗ» у зв’язці, загальною вагою 55 тонн 375кг на відстань 6м 37см за 45с

## Виноски
1. ↑  Богатирі потягнули літак МІГ-29 (відео, SPORTGALTV). Архів оригіналу за 5 грудня 2013. Процитовано 2 жовтня 2013.
2. ↑  Богатир протягнув поїзд (відео). Архів оригіналу за 30 травня 2014. Процитовано 8 грудня 2014.
3. ↑  Невтомний рекордсмен. Архів оригіналу за 30 травня 2014. Процитовано 8 грудня 2014.
4. ↑  Назар Павлів потягнув 11 джипів
5. ↑  Рекорд на Говерлі
6. ↑  Україна має талант. Сезон 4. Назар Павлів, 2 автобуси (відео). Архів оригіналу за 30 травня 2014. Процитовано 8 грудня 2014.
7. ↑  Україна має талант. Сезон 4. Назар Павлів, 3 БТР (відео). Архів оригіналу за 30 травня 2014. Процитовано 8 грудня 2014.
8. ↑  рекорд по надуванню грілок (відео, SPORTGALTV). Архів оригіналу за 5 грудня 2013. Процитовано 2 жовтня 2013.
9. ↑  Павлів - На межі можливого
10. ↑  Назар Павлів підняв 32 кг мізинцем. Архів оригіналу за 2 жовтня 2016. Процитовано 6 січня 2015.
11. ↑  Назар Павлів встановив світовий рекорд (відео)
12. ↑  Новий рекорд стронґмена (відео, Канал Україна). Архів оригіналу за 5 грудня 2013. Процитовано 3 жовтня 2013.
13. ↑  Павлів проти Белаза 2 (відео, Фіртка Франківськ). Архів оригіналу за 26 березня 2016. Процитовано 8 грудня 2014.